# Abbaye
Abbayē, o Abaye, (280 circa – 339), è stato un rabbino e un talmudista sasanide.

## Biografia
Nato alla fine del III secolo, da un padre di nome Kalyl, il suo vero nome, ereditato dal nonno, era invece Naḥmani (Nahmani). Restato orfano in piccola età, fu adottato da Rabbah bar Naḥmani, lo zio paterno, che gli diede il nomignolo di Abaye ("Piccolo padre"), ad evitare confusione con il nonno da cui aveva preso il nome. Fece parte degli Amorei babilonesi e fu a capo dell'Accademia di Pūmbĕdītā a Babilonia, la stessa in cui insegnava Rabbah bar Naḥmani, lo zio che lo aveva adottato.
È curioso notare che Abbayē perpetuò il nome di sua madre adottiva, probabilmente una schiava della cerchia familiare di Rabbah, citandone il nome in molti ricette popolari e prescrizioni dietetiche, alcune delle quali appaiono fondate si credenze superstiziose: egli introduce infatti ogni ricetta con la frase «Mia madre mi disse».
Insegnanti di Abbayē furono suo zio Rabbah e Joseph bar Ḥama, entrambi i quali presiedettero in seguito l'Accademia di Pumbedita. Quando nel 333 Joseph morì, la carica fu conferita ad Abbayē, che la detenne fino alla morte, avvenuta circa cinque anni dopo. Rabbah lo formò nell'applicazione del metodo dialettico ai problemi halakhichi, e Joseph, con il suo bagaglio di conoscenze tradizionali, gli insegnò ad apprezzare il valore della conoscenza pratica.